# Matteo Cressoni
Matteo Cressoni (Volta Mantovana, 28 ottobre 1984) è un pilota automobilistico italiano.
Vincitore del Campionato Italiano F3 nel 2004 con il Team Ombra Racing, è attualmente pilota "dedicato" alle competizioni GT, in special modo nelle gare di durata (endurance), prevalentemente con vetture Ferrari.
È considerato da molti addetti ai lavori uno tra i più talentuosi ed esperti piloti italiani attualmente in attività nelle corse automobilistiche.

## Infanzia
Matteo Cressoni nasce a Volta Mantovana, provincia di Mantova, nel nord Italia. Il padre Giancarlo, gran appassionato di motori e pilota kart, ben presto trasmette la sua passione al figlio. Matteo inizia così a coltivare l'interesse per le quattro ruote fin dall'età di 10 anni, alla guida di go-kart seguendo la trafila delle varie categorie.

## Carriera
Partecipa fin da bambino a competizioni di kart in Italia, dal 1994 fino al 2000, ed i risultati non tardano ad arrivare: in questi 6 anni Matteo infila una lunga serie di vittorie che attira l'attenzione degli addetti ai lavori.
La svolta arriva nel 2001 quando, non ancora diciassettenne, prende parte al campionato Formula Renault 2000. Nonostante un primo anno propedeutico all'acquisizione di pratica e confidenza con la guida della monoposto francese, non manca di mettere in evidenza le proprie potenzialità segnando il record della pista a Monza ed aggiudicandosi il 6º posto nelle finali internazionali dell'Estoril.
L'anno successivo Matteo prosegue l'avventura alla guida della monoposto transalpina, accumulando chilometri ed esperienza utili alla formazione della sua brillante carriera.
Nel 2003 Matteo Cressoni partecipa con la F3000 alla gara di Brno dove ottiene un sorprendente 4º posto. Nello stesso anno partecipa ad alcune gare di F3, nel preludio a quella che sarà l'annata della svolta.

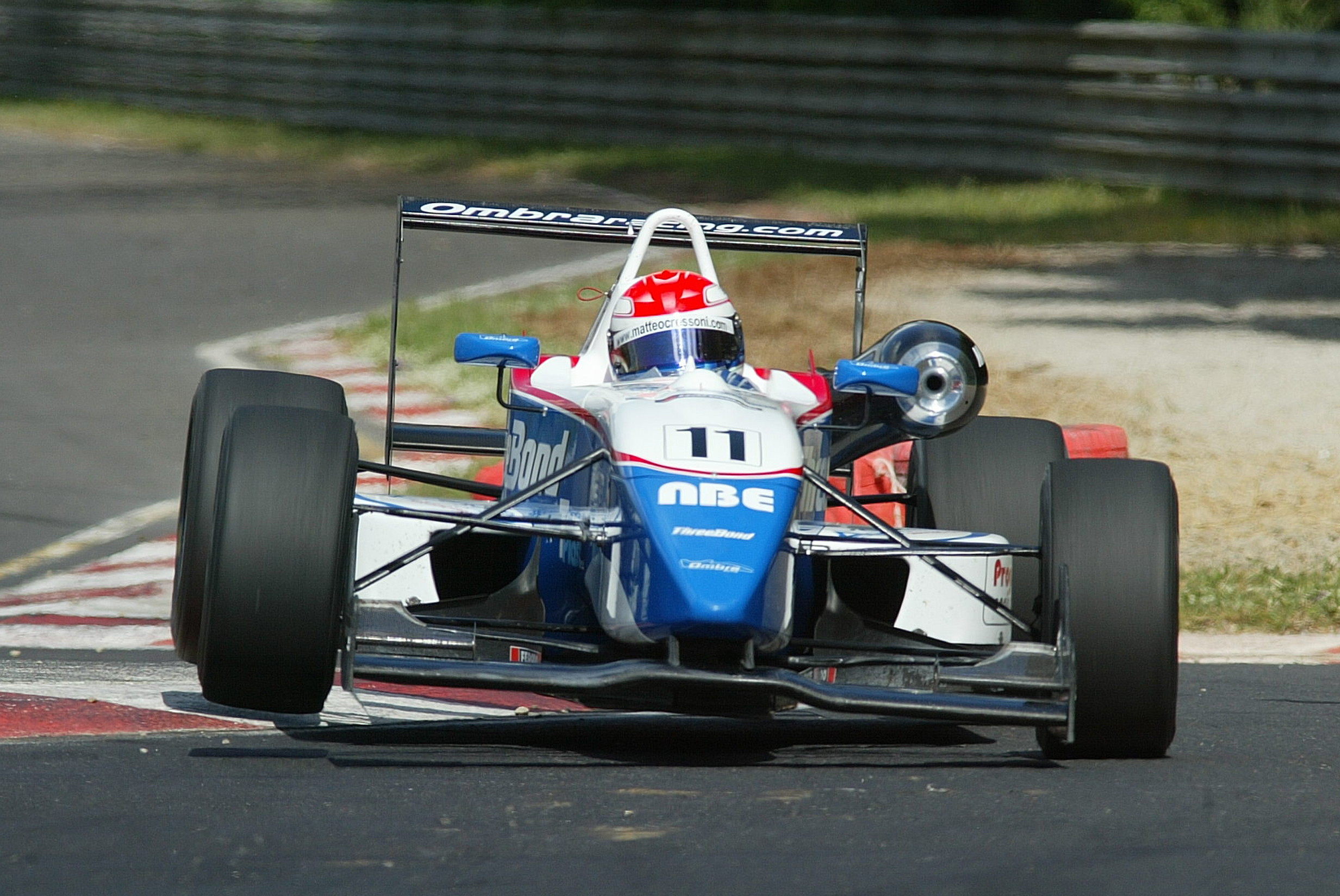
Matteo Cressoni alla guida della F3

Il 2004 segna la svolta per Matteo, che concentra le proprie forze disputando un unico campionato nell'arco della stagione: i frutti non tardano ad arrivare ed il pilota mantovano si laurea Campione Italiano F3, correndo con una monoposto del Team Ombra Racing.

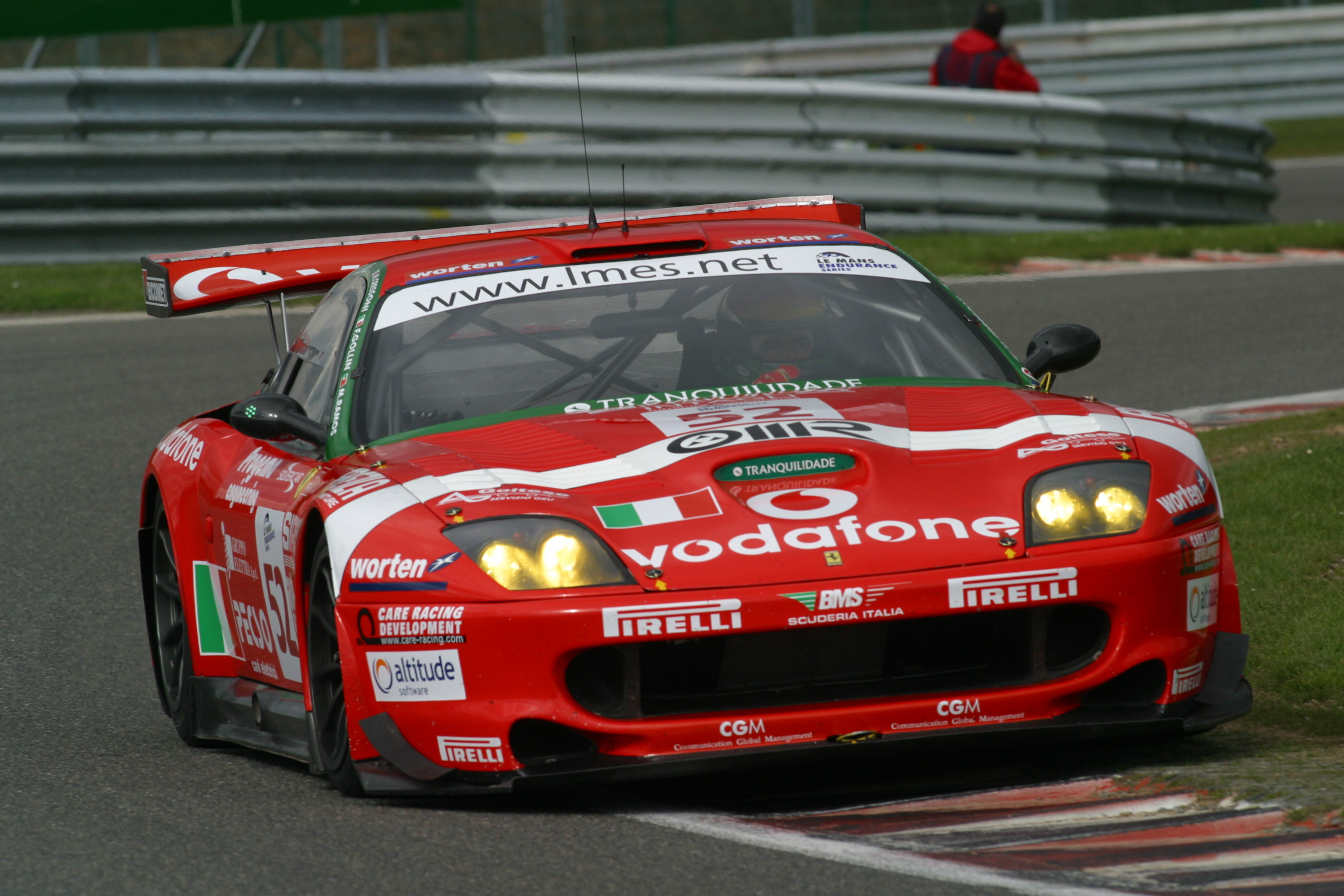
Cressoni sulla Ferrari 550 del Team BMS Scuderia Italia

Il titolo italiano F3 porta visibilità a Cressoni, tanto da venire ingaggiato nel 2005 dal team BMS Scuderia Italia per disputare il Campionato Europeo LMES (Le Mans Endurance Series) con una Ferrari 550 Maranello. Matteo si aggiudica un 1º posto nella gara di Spa-Francorchamps (Belgio), due 2º posti al Nurburgring (Germania) e Istanbul (Turchia), un 4º posto a Monza (Italia) ed un 5º posto a Silverstone (Inghilterra). A fine stagione è primo classificato nel Campionato Europeo GT.
Nel 2006 Matteo Cressoni raddoppia gli sforzi: disputa infatti, nell'arco della stessa stagione, il Campionato Europeo F3000 (7º posto finale in campionato, con due podi al Mugello e a Barcellona) ed il Campionato Europeo GT con una Ferrari 360 GT2 del Team Edil Cris (tre podi, tra i quali un 1º posto a Magny-Cours).

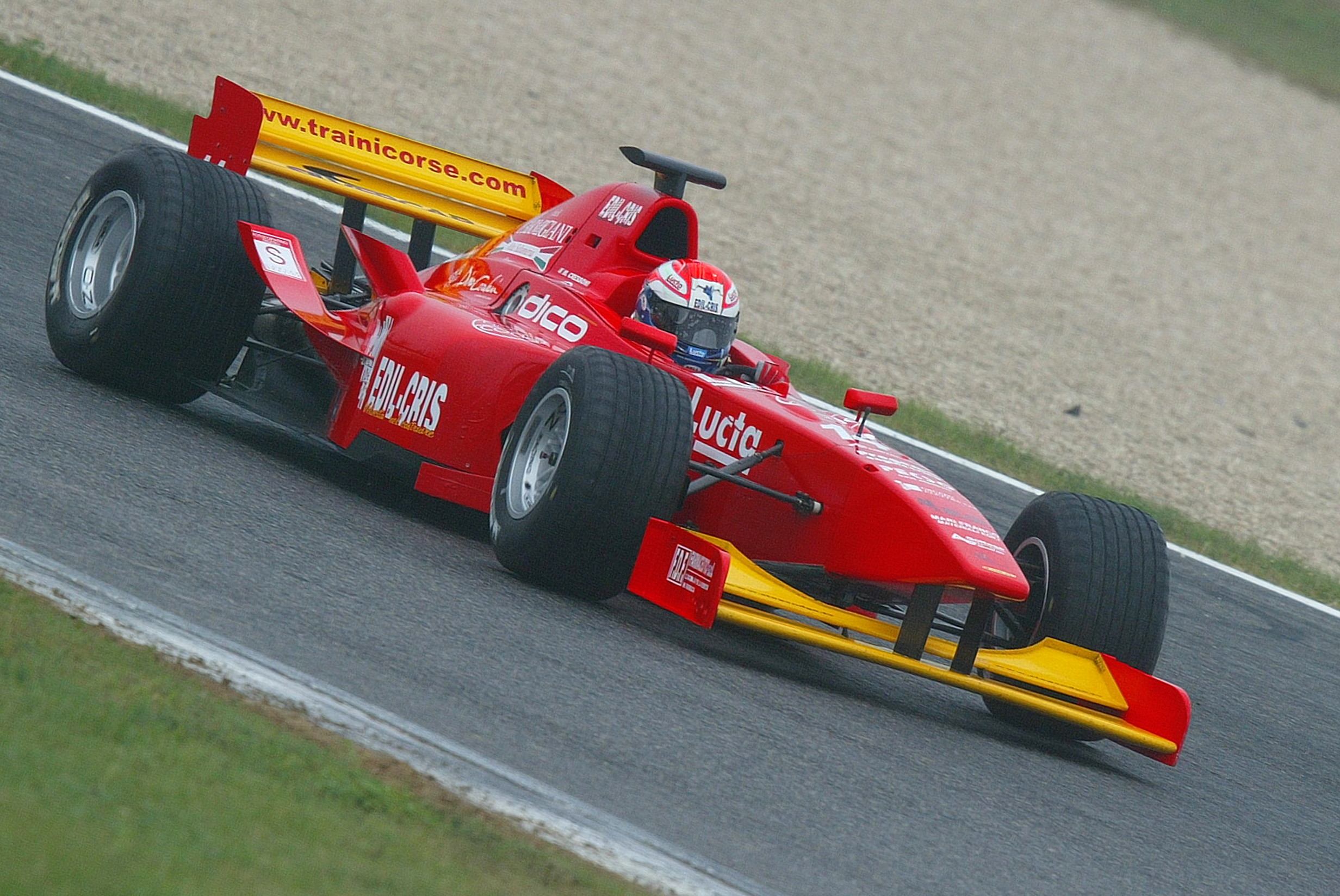
Matteo Cressoni alla guida della F3000

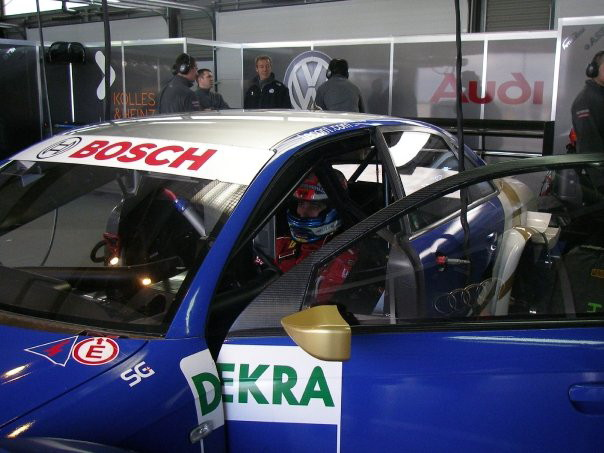
Matteo Cressoni a bordo dell’Audi A4 DTM

Il pilota mantovano opta per le ruote coperte nel 2007, disputando il Campionato del Mondo FIA GT con una Ferrari F430 GT2 del Team Edil Cris.
L'anno seguente Cressoni rimane sempre legato al Team Edil Cris ed al cavallino rampante, partecipando al Campionato Europeo Open GT ancora alla guida della Ferrari F430 GT2 del team bergamasco: grazie a due ottimi podi (Valencia e Spa-Francorchamps), Matteo attira l'attenzione dei vertici Audi. La casa dei 4 anelli, attraverso il team tedesco Kolles, lo contatta per un test a bordo di una A4 DTM sul circuito di Almeria (Spagna), dove il pilota italiano si mette in luce con tempi decisamente entusiasmanti.
La stagione 2009 è per Matteo Cressoni la possibilità di acquisire esperienza al volante di diverse vetture GT in più campionati: disputa infatti alcune gare del Campionato Europeo Open GT a bordo di una SunRed dell'omonimo team spagnolo; gareggia inoltre nel Campionato Italiano GT prima con una Ferrari F430 GT2 del Team Edil Cris, poi con una Lamborghini Gallardo GT3 del Team Mik Corse, raccogliendo globalmente un 1º posto, due 2' posti e due 3' posti. Non pago, disputa anche il Campionato Est Europa GT con una Ferrari 360 GT2 dove raccoglie 3 pole positions, 2 vittorie ed una seconda posizione, chiudendo al terzo posto assoluto in campionato. Nel novembre dello stesso anno torna a farsi viva l'Audi, che ingaggia Matteo per la gara di Okayama (Giappone) dell'Asian Le Mans Series alla guida della barchetta R10 TDI del team Kolles: unico italiano in gara, Cressoni chiuderà al quarto posto assoluto.

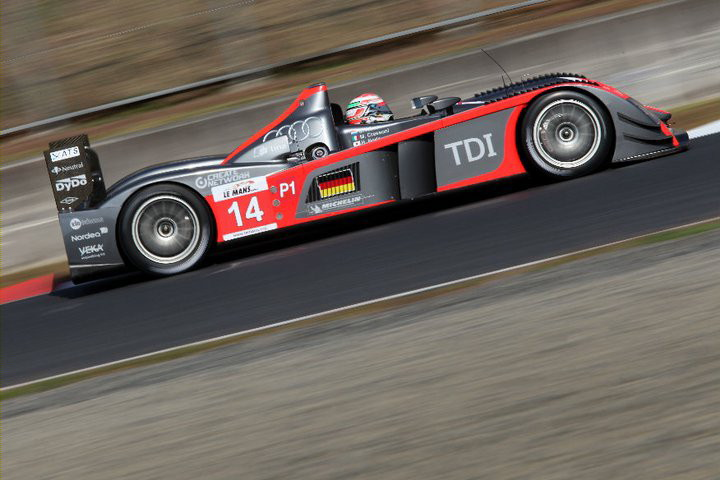
Cressoni al volante dell’Audi R10 TDI

Nel 2010 il pilota mantovano si concede “un anno sabbatico dalle vetture Gran Turismo” per sperimentare una nuova ed interessante esperienza: il Campionato Internazionale Superstars Series, categoria aperta a grosse berline 8 cilindri con quasi 500 CV di potenza. Cressoni disputa una prima parte del campionato alla guida di una Jaguar XF del Team Ferlito (cogliendo un buon 4º posto ad Imola) per passare poi alla Chrysler 300C SRT8 del Team MRT Nocentini.

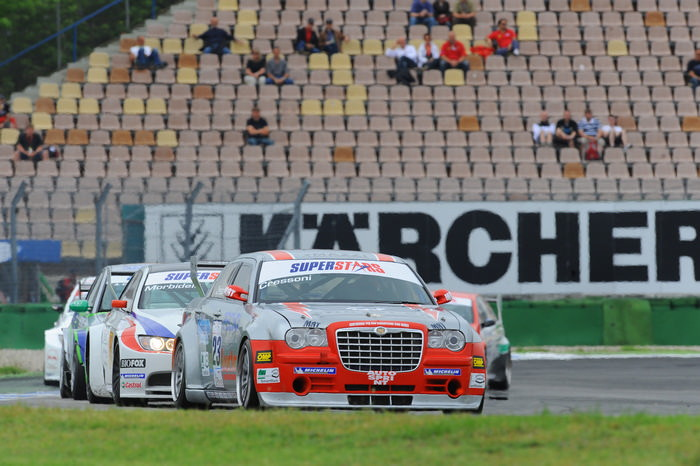
La Chrysler 300C SRT8 di Cressoni ad Hockenheim

Il legame con le GT ed il Team Edil Cris torna forte nel 2011 e Cressoni disputa il Campionato Internazionale GTSprint alla guida della Ferrari F430 GT2 del team bergamasco. Dopo un inizio di stagione travagliato, nel quale condivide il sedile con un collega (un 2º posto a Valencia nelle prime 3 gare), Matteo trova la piena titolarità dell'auto a partire dal 4º appuntamento stagionale, con risultati notevoli: un 1º ed un 2º posto assoluti a Misano (Italia), un 1º e 2º posto assoluti a Spa-Francorchamps (Belgio), due 1' posti assoluti al Mugello (Italia) lo portano a sfiorare il titolo assoluto GTSprint (sarà vicecampione) e ad aggiudicarsi il titolo di Campione GTSprint categoria GT2. Nel corso della stessa stagione partecipa in veste di wild-card alla gara di Zeltweg/Red Bull Ring (Austria) del Campionato Europeo Open GT a bordo di una nuovissima Ferrari 458 GT2 del Team Edil Cris, cogliendo un sorprendente 2º posto. Collabora inoltre allo sviluppo della vettura Ginetta G50 GT4, prendendo parte ad alcune prove del Campionato Italiano GT dove in diverse occasioni piazza la vettura inglese al primo posto o sul podio di categoria.
Il 2012 segna un'ulteriore svolta per Matteo Cressoni: viene ufficializzata la collaborazione con Ginetta, produttore inglese per il quale sviluppa alcune vetture da competizione come la G50 GT4 e la nuovissima GT3, diventandone il pilota di riferimento in Italia; con una G50 GT4 prende parte alla 24 ore del Dubai, alla 4 Ore del Nurburgring, alla 24 ore del Nurburgring; partecipa inoltre alla "Ginetta G50 Cup", trofeo monomarca che si corre su tracciati italiani ed europei.
Quasi inaspettatamente, a fine marzo giunge la chiamata da parte del team spagnolo SunRed per partecipare al Campionato Mondiale FIA GT1 con la Ford GT. La stagione si conclude con la vittoria del campionato monomarca Ginetta G50 Cup, e con buoni piazzamenti nel FIA GT1 World Championship. Matteo Cressoni porta inoltre la nuovissima Ginetta GT3 all'esordio assoluto in Italia, in occasione dell'ultima prova del Campionato italiano GT a Monza.
A fine anno prende parte alla Gulf 12 Hours di Abu Dhabi, con una Ginetta G50 GT4 del Team Nova Race: assieme ad altri 3 compagni di squadra, si piazza al primo posto di categoria GTX.
Nel 2013 Matteo Cressoni prosegue la collaborazione col Team Nova Race e, con una Ginetta G50 GT4, disputa svariate gare: la 24 Ore di Dubai, la 24 Ore del Nurburgring (dove coglie un ottimo secondo posto di categoria SP10.), la 24 Ore di Barcellona (vincitore di classe SP3), la 12 Ore di Abu Dhabi (vincitore di classe GTX), la 12 Ore del Mugello (vincitore di classe GTX) oltre a svariate prove del campionato tedesco VLN.
Prende parte alla prima gara stagionale del Blancpain Endurance Series a Monza con una BMW Z4 GT3 del team tedesco Vita4One e ad una gara dell'International GT Open a Monza con la Porsche 911 GT2 del team spagnolo X Drive.
Il 2014 è l’anno del riavvicinamento a Ferrari: Matteo Cressoni prende parte al campionato ELMS (European Le Mans Series) con una 458 GT2 del team svizzero Kessel Racing, cogliendo due secondi posti ed una pole position (Imola).
Sempre con una Ferrari 458 GT2, del team 8 Star Motorsport, partecipa a tre prove del WEC (World Endurance Championship), aggiudicandosi un terzo posto (Shanghai).
Partecipa inoltre alla 24 Ore di Barcellona con la Ginetta G50 GT4, cogliendo il primo posto di classe SP3. 
Il calendario del 2015 è fitto di impegni: la stagione si apre con la partecipazione alla 24 Ore di Dubai a bordo della Ginetta G50 GT4, e prosegue con un monologo a marchio Ferrari.
Ancora l’intero campionato ELMS con la 458 GT2 del team AF Corse (un terzo posto al Red Bull Ring), la 12 Ore di Brno con la 458 Challenge (vincitore di classe SP2), una prova del WEC con la 458 GT2 di AF Corse (Bahrain), la Petit Le Mans in USA con la 458 GT3 del team americano Scuderia Corsa ma soprattutto la leggendaria 24 Ore di Le Mans, disputata con la 458 GT2 del team AF Corse, conclusa al 5º posto di categoria. 
La stagione agonista 2016 è dedicata interamente alla casa del Cavallino Rampante: si apre con la 24 Ore di Dubai (458 GT3 di Scuderia Praha), si vola poi negli USA per la 24H di Daytona e la 12 Ore di Sebring (entrambe con la 458 GT3 del team Spirit of Race), per tornare poi in Europa con tre gare della Michelin Le Mans Cup (458 GT3 di BMS Scuderia Italia), la 24 Ore di Spa (488 GT3 di AF Corse, 2º classificato di categoria) e chiudendo con la 24 Ore di Brno (458 GT3 di Scuderia Praha, vincitore di classe). 
Nel 2017 Matteo Cressoni è impegnato in tutte le 4 prove del NAEC (North American Endurance Cup), con la Ferrari 488 GT3 del team statunitense Scuderia Corsa: disputa la 24 Ore di Daytona (ritiro per guasto in 1ª posizione di classe), la 12 Ore di Sebring (2º posto di classe), la 6 Ore di Watkins Glen (2º posto di classe) e la 10 Ore Petit Le Mans (pole position e 5º posto).
In Europa, il pilota mantovano disputa il campionato Blancpain Endurance Series con la 488 GT3 di Kessel Racing, cogliendo un 2º posto di classe a Monza ed una pole position al Paul Ricard.
Questa stagione segna anche una fugace apparizione nel China GT Championship, una sola gara a Zhejiang, segnata da una pole position ed un ritiro per guasto.
La stagione si chiude con un excursus nel mondo dei rally, con la partecipazione al Monster Energy Monza Rally Show a bordo della Ford Fiesta del team Erreffe, navigato dall’esperto Marco Zortea: unico esordiente di categoria, il weekend brianzolo si chiude con un ottimo piazzamento a metà classifica di classe R5. 
Il 2018 vede il ritorno al volante della Ginetta G55 GT4 del team Nova Race, con la quale il pilota mantovano prende parte alla 24 Ore di Barcellona, chiudendo al secondo posto di classe, e ad alcune gare del Campionato Italiano GT, che conclude a podio di classe. In concomitanza, prosegue l'impegno come pilota Ferrari al volante della 488 GT3/GTD/GTE, con le quali disputa alcune delle maggiori competizioni internazionali: Total 24H of Spa-Francorchamps (team T2 Motorsport/AF Corse, 4º posto), Petit Le Mana - Road Atlanta USA (team Scuderia Corsa, 5º posto), Michelin Le Mans Cup - 4H Spa-Francorchamps (team Kessel Racing, 2º posto), FIA GT Nations Cup - Bahrain (team AF Corse, 5º posto).
La stagione si chiude con la partecipazione al Monza Rally Show, al volante della Citroen DS3 WRC del team Erreffe, con la quale si classifica al 6º posto accedendo di diritto al Master Show, sfida testa-a-testa che chiude la rassegna brianzola.
La stagione 2019 si apre con il ritorno di Cressoni nel World Endurance Championship (WEC) con la Ferrari 488 GTE del team Clearwater Racing, e disputa tre prove del Campionato Mondiale: Sebring (ritiro per guasto), Spa-Francorchamps (3º posto) e la 24 Ore di Le Mans (7º posto).
Sempre al volante della GT del Cavallino Rampante, partecipa al ELMS - European Le mans Series (team JMW Motorsport, un 2º posto a Monza ed un 2º posto a Barcellona) ed al Campionato Italiano GT (team AF Corse, una vittoria a Monza ed un 2º posto ad Imola).
Ancora una volta la stagione agonistica si chiude con il Monza Rally Show, al volante della Volkswagen Polo R5 del team PA Racing (14º posto).
Gli impegni del 2020 iniziano già a Gennaio, con la prima prova del campionato GT World Challenge America: al COTA, Circuit Of The Americas, Texas, Matteo Cressoni porta la Ferrari 488 GT3 del team TR3 Racing sul terzo gradino del podio.
Lo scoppio della pandemia Covid-19 determina prima la sospensione e poi il posticipo dei vari campionati: nonostante ciò, a partire da Luglio il pilota di Volta Mantovana partecipa al Campionato Italiano GT, sia nella serie Endurance che Sprint, laureandosi campione italiano in quest'ultima.
A settembre prende nuovamente parte alla prestigiosa 24 Ore di Le Mans, ma un guasto meccanico obbliga al ritiro la Ferrari 488 GTE del team Iron Lynx in una gara avvincente che avrebbe potuto portare ad un piazzamento sul podio.
La stagione 2021 si rivela ricca di impegni agonistici come mai prima in carriera: Matteo Cressoni partecipa infatti al World Endurance Championship (WEC) con la Ferrari 488 GTE del team Iron Lynx; con lo stesso team e la stessa vettura compete nell'European Le Mans Series (ELMS), cogliendo due vittorie ed un terzo posto nelle prime tre gare. Il driver italiano partecipa inoltre alla Le Mans Cup (LMC) con una Ferrari 488 GT3 del team AF Corse, cogliendo un terzo posto nella gara d'esordio; con lo stesso team e la stessa vettura gareggia nel Campionato Italiano GT, dove coglie uno sfortunato ritiro nella prima gara ed una vittoria nella seconda.
I risultati più importanti e prestigiosi arrivano nella European Le Mans Series, dove insieme a Miguel Molina e Rino Mastronardi, vince il campionato sulla Ferrari 488 GTE sempre di IronLynx.
Alla 24h di Le Mans invece insieme a Callum Ilot e Mastronardi, agguanta un podio prestigioso dopo una lunga lotta.
Partecipa inoltre al Vedovati Rally all'autodromo di Monza a dicembre, insieme al giornalista sportivo Simone Redaelli alla sua prima esperienza, e conclude secondo assoluto a bordo di una Skoda Fabia R5 della PA Racing.
| Stagione  | Campionato                                         | Team                    | Vettura                  | Risultato                                                             |
| --------- | -------------------------------------------------- | ----------------------- | ------------------------ | --------------------------------------------------------------------- |
| 1992/2000 | Nazionale, Internazionale                          | Vari                    | Go-kart                  | 20 Vittorie Nazionali, 3º nel Campionato Internazionale               |
| 2001      | Formula Renault 2000                               | System Team             | Formula 2000             | 19º classificato - 6º classificato Finali Internazionali (Estoril)    |
| 2002      | Formula Renault 2000                               | Bicar Racing            | Formula 2000             | 18º classificato                                                      |
| 2003      | Campionato Italiano Formula 3                      | WRC Racing Team         | Dallara/Honda            | 4 gare disputate, due 4' posti                                        |
| 2003      | Formula 3000                                       | Traini Corse            | Formula 3000             | una gara disputata (Brno), 4º classificato                            |
| 2004      | Campionato Italiano Formula 3                      | Team Ombra              | Dallara/Honda            | CAMPIONE ITALIANO (due vittorie, cinque 2' posti, un 3º posto)        |
| 2005      | Le Mans Endurance Series                           | BMS Scuderia Italia     | Ferrari 550 GT1          | VICECAMPIONE (una vittoria, tre 2' posti)                             |
| 2006      | Campionato Europeo Formula 3000                    | Team Vanni Racing       | Formula 3000             | quattro gare disputate, un 2º posto ed un 3º posto                    |
| 2006      | European GT Championship                           | Team Edil Cris          | Ferrari 430 GT2          | una vittoria, due 3' posti                                            |
| 2007      | FIA GT Championship                                | Team Edil Cris          | Ferrari 430 GT2          | 8º classificato (un 3º posto)                                         |
| 2007      | Campionato Italiano GT                             | Team Edil Cris          | Ferrari 430 GT2          | due gare disputate, una vittoria ed un 3º posto                       |
| 2008      | European GT Championship                           | Team Edil Cris          | Ferrari 430 GT2          | 8º classificato (una pole position, due 3' posti)                     |
| 2008      | Official Test Audi DTM (Almeria, Spain)            | Audi                    | Audi A4 DTM              | 1° CLASSIFICATO                                                       |
| 2009      | International GT Open                              | Team Sun Red            | Sun Red SR1              | due gare disputate                                                    |
| 2009      | Campionato Italiano GT                             | Team Edil Cris          | Ferrari 430 GT2          | sei gare disputate, due 2' posti e due 3' posti                       |
| 2009      | Campionato Italiano GT                             | Team Mik Corse          | Lamborghini Gallardo GT3 | una gara disputata, una vittoria                                      |
| 2009      | East Europe GT Championship                        | Team No Stress          | Ferrari 430 GT2          | 3º classificato (tre pole position, due vittorie, un 2º posto)        |
| 2009      | Asian Le Mans Series                               | Team Kolles             | Audi R10 TDI (prototipo) | una gara disputata (Okayama), 4º posto                                |
| 2010      | International Superstar Series                     | Team Ferlito e Team MRT | Jaguar e Chrysler        | cinque gare disputate, un 4º posto                                    |
| 2011      | International GT Sprint                            | Team Edil Cris          | Ferrari 430 GT2          | CAMPIONE GTS2 (tre vittorie, un 2º posto)                             |
| 2011      | Trofeo Cellular Line G50 Cup (Motor Show Bologna)  | Nova Race               | Ginetta G50 GT4          | 2º classificato                                                       |
| 2011      | International GT Open                              | Team Edil Cris          | Ferrari 458 GT2          | una gara disputata (Red Bull Ring), 2º posto                          |
| 2011      | Campionato Italiano GT                             | Nova Race               | Ginetta G50 GT4          | due gare disputate, due vittorie                                      |
| 2011      | Dunlop 24H Dubai                                   | Nova Race               | Ginetta G50 GT4          | 4º classificato                                                       |
| 2012      | ADAC Zurich 24H Nurburgring                        | Nova Race               | Ginetta G50 GT4          | 8º classificato                                                       |
| 2012      | VLN 4H Nurburgring                                 | Nova Race               | Ginetta G50 GT4          | 3º classificato                                                       |
| 2012      | Campionato Ginetta G50 Cup                         | Nova Race               | Ginetta G50 GT4          | CAMPIONE (cinque vittorie, quattro 2' posti, un 3º posto)             |
| 2012      | Swedish GT Championship                            | Team Autoropa           | Ferrari 458 Challenge    | una gara disputata (Anderstorp), 2º posto                             |
| 2012      | FIA GT World Championship                          | Team Sun Red            | Ford GT GT2              | cinque gare disputate, un 6º posto                                    |
| 2012      | Trofeo Bamboogie GT Challenge (Motor Show Bologna) | Antonelli Motorsport    | Porsche RSR GT3          | 5º classificato                                                       |
| 2012      | Gulf 12H Abu Dhabi                                 | Nova Race               | Ginetta G50 GT4          | 1° CLASSIFICATO                                                       |
| 2013      | Dunlop 24H Dubai                                   | Nova Race               | Ginetta G50 GT4          | ritiro per guasto                                                     |
| 2013      | Blancpain Endurance Series                         | Team Vita4One           | BMW Z4 GT3               | una gara disputata (Monza), ritiro per guasto                         |
| 2013      | ADAC Zurich 24H Nurburgring                        | Nova Race               | Ginetta G50 GT4          | 2º classificato                                                       |
| 2013      | Hankook 24H Barcelona                              | Nova Race               | Ginetta G50 GT4          | 1° CLASSIFICATO                                                       |
| 2013      | International GT Open                              | Team X Drive            | Porsche 911 GT2          | una gara disputata (Monza), ritiro per guasto                         |
| 2013      | Gulf 12H Abu Dhabi                                 | Nova Race               | Ginetta G50 GT4          | 1° CLASSIFICATO                                                       |
| 2014      | 12H Mugello                                        | Nova Race               | Ginetta G50 GT4          | 1° CLASSIFICATO                                                       |
| 2014      | ELMS European Le Mans Series                       | Kessel Racing           | Ferrari 458 GT2          | quattro gare disputate, una pole position (Imola), due 2' posti       |
| 2014      | Hankook 24H Barcelona                              | Nova Race               | Ginetta G50 GT4          | 1° CLASSIFICATO                                                       |
| 2014      | WEC World Endurance Championship                   | 8 Star Motorsport       | Ferrari 458 GT2          | tre gare disputate, un 3º posto (Shanghai)                            |
| 2015      | Hankook 24H Dubai                                  | Nova Race               | Ginetta G50 GT4          | ritiro per guasto                                                     |
| 2015      | ELMS European Le Mans Series                       | AF Corse                | Ferrari 458 GT2          | un 3º posto (Red Bull Ring)                                           |
| 2015      | WEC 24H Le Mans                                    | AF Corse                | Ferrari 458 GT2          | 5º classificato                                                       |
| 2015      | NAEC Petit Le Mans (USA)                           | Scuderia Corsa          | Ferrari 458 GT3          | 6º classificato                                                       |
| 2015      | Hankook 12H Brno                                   | RPD Racing              | Ferrari 458 Challenge    | 1° CLASSIFICATO                                                       |
| 2015      | WEC World Endurance Championship                   | AF Corse                | Ferrari 458 GT2          | una gara disputata (Bahrain), 4º posto                                |
| 2016      | Hankook 24H Dubai                                  | Scuderia Praha          | Ferrari 458 GT3          | ritiro per guasto                                                     |
| 2016      | NAEC 24H Daytona (USA)                             | Spirit of Race          | Ferrari 458 GT3          | 10º classificato                                                      |
| 2016      | NAEC 12H Sebring (USA)                             | Spirit of Race          | Ferrari 458 GT3          | 9º classificato                                                       |
| 2016      | Michelin GT3 Le Mans Cup                           | BMS Scuderia Italia     | Ferrari 458 GT3          | tre gare disputate, una pole position (Imola) e un 4º posto (Estoril) |
| 2016      | BES 24H Spa                                        | AF Corse                | Ferrari 488 GT3          | 2º classificato                                                       |
| 2016      | 24H Brno                                           | Scuderia Praha          | Ferrari 458 GT3          | 1° CLASSIFICATO                                                       |
| 2017      | NAEC 24H Daytona (USA)                             | Scuderia Corsa          | Ferrari 488 GT3          | ritiro per guasto                                                     |
| 2017      | NAEC 12H Sebring (USA)                             | Scuderia Corsa          | Ferrari 488 GT3          | 2º classificato                                                       |
| 2017      | NAEC 6H Watkins Glen (USA)                         | Scuderia Corsa          | Ferrari 488 GT3          | 2º classificato                                                       |
| 2017      | NAEC 10H Petit Le Mans (USA)                       | Scuderia Corsa          | Ferrari 488 GT3          | pole position, 5º classificato                                        |
| 2017      | Blancpain Endurance Series                         | Kessel Racing           | Ferrari 488 GT3          | una pole position (Paul Ricard), un 2º posto (Monza)                  |
| 2017      | China GT Championship                              | China Team              | Audi R8 GT3              | una gara disputata (Zhejiang), pole position                          |
| 2017      | Monster Energy Monza Rally Show                    | Erreffe Team            | Ford Fiesta R5           | 20º classificato classe R5                                            |
| 2018      | Hankook 24H Barcelona                              | Nova Race               | Ginetta G55 GT4          | 2º classificato classe GT4                                            |
| 2018      | Total 24H Spa-Francorchamps                        | T2 Motorsport/AF Corse  | Ferrari 488 GT3          | 4º classificato                                                       |
| 2018      | Michelin LMC 4H Spa-Francorchamps                  | Kessel Racing           | Ferrari 488 GT3          | 2º classificato                                                       |
| 2018      | Petit Le Mans - Road Atlanta USA                   | Scuderia Corsa          | Ferrari 488 GTD          | 5º classificato                                                       |
| 2018      | FIA GT Nations Cup - Bahrain                       | AF Corse                | Ferrari 488 GT3          | 5º classificato                                                       |
| 2018      | Monster Energy Monza Rally Show                    | Erreffe team            | Citroen DS3 WRC          | 6º classificato                                                       |
| 2019      | WEC World Endurance Championship                   | Clearwater Racing       | Ferrari 488 GTE          | un 3º posto (Spa)                                                     |
| 2019      | WEC 24H Le Mans                                    | Clearwater Racing       | Ferrari 488 GTE          | 7º classificato                                                       |
| 2019      | ELMS European Le Mans Series                       | JMW Motorsport          | Ferrari 488 GTE          | due 2º posti (Monza e Barcellona)                                     |
| 2019      | Campionato Italiano GT                             | AF Corse                | Ferrari 488 GT3          | una vittoria (Monza), un 2º posto (Imola)                             |
| 2019      | Monza Rally Show                                   | PA Racing               | VW Polo R5               | 14º classificato                                                      |
| 2020      | GT World Challenge America - COTA, Texas           | TR3 Racing              | Ferrari 488 GT3          | 3º posto                                                              |
| 2020      | Campionato Italiano GT Endurance                   | AF Corse                | Ferrari 488 GT3          | una vittoria (Mugello)                                                |
| 2020      | Campionato Italiano GT Sprint                      | AF Corse                | Ferrari 488 GT3          | CAMPIONE PRO-AM                                                       |
| 2020      | WEC 24H Le Mans                                    | Iron Lynx               | Ferrari 488 GTD          | ritiro per guasto                                                     |
| 2021      | NAEC Rolex 24H Daytona (USA)                       | AF Corse                | Ferrari 488 GTD          | 8º posto                                                              |
| 2021      | WEC World Endurance Championship                   | Iron Lynx               | Ferrari 488 GTE          | Terzo PRO AM alla 24h di Le Mans                                      |
| 2021      | ELMS European Le Mans Series                       | Iron Lynx               | Ferrari 488 GTE          | CAMPIONE con 3 vittorie, due secondi posti ed un terzo                |
| 2021      | Le Mans Cup                                        | AF Corse                | Ferrari 488 GT3          | un 3º posto (Barcellona)                                              |
| 2021      | Campionato Italiano GT Endurance                   | AF Corse                | Ferrari 488 GT3          | una vittoria (Mugello)                                                |
| 2021      | Vedovati Rally Show Monza                          | PA Racing               | Skoda Fabia R5           | secondo assoluto                                                      |

## Professione
Dal 2005, il talento e l'abilità al volante di Matteo Cressoni gli hanno permesso di entrare a far parte del CIGS - Centro Internazionale Guida Sicura - di Andrea De Adamich, in qualità di istruttore qualificato. Da allora, parallelamente alle competizioni agonistiche, la sua attività è improntata all'insegnamento delle tecniche di guida sicura in collaborazione con le case automobilistiche Alfa Romeo e Maserati. Matteo è inoltre istruttore qualificato della scuola ufficiale Ferrari con la sede principale a Maranello e presso le due sedi asiatiche in Cina e Giappone.